# آدام بیلتسکی
آدام رادوسلاف بیلتسکی (انگلیسی: Adam Radosław Bielecki؛ زادهٔ ۱۲ مهٔ ۱۹۸۳) کوهنورد لهستانی است. او برای نخستین صعود زمستانی به دو قله بالای ۸۰۰۰ متر مشهور است: گاشربروم ۱ در ۲۰۱۲ و برود پیک در ۲۰۱۳. در سن ۱۷ سالگی، او جوان‌ترین فردی بود که خان تنگری را به روش آلپی فتح کرده است.